# Попов, Владимир Владимирович (Герой Российской Федерации)
Владимир Владимирович Попов (6 июня 1954, с. Архангельское, Будённовский район, Ставропольский край, РСФСР, СССР — 3 ноября 2023, под Клещеевкой, Украина) — российский военнослужащий, начальник разведки оперативного отдела казачьего батальона «Терек» с 2022 года, командир батальона «Терек» с 2023 года. Герой Донецкой Народной Республики, Герой Российской Федерации (посмертно, 2024).

## Биография
Родился 6 июня 1954 года в селе Архангельское Будённовского района Ставропольского края.
В 1984 году принимал участие в качестве разведчика в Афганистане, также воевал в Чечне, Дагестане и Ингушетии, а в 1990-х годах вошёл в ряды казачества. В прошлом был начальником криминальной милиции (ныне — полиции) Будённовского районного отдела внутренних дел, принимал участие в освобождении заложников, захваченных группой Басаева в 1995 году. При участии Попова было освобождено более 200 человек. Почти с первых дней участвовал в полномасштабном вооружённом вторжении России на Украину. Принимал участие в боях на территориях Луганской и Донецкой областей. Вместе с Поповым в военных действиях участвовали его родственники — сын, зять и внук. Имел большой опыт и стаж в боевых действиях.
3 ноября 2023 года погиб под Клещеевкой. Похороны прошли на Ставрополье.

## Звания и награды
- Герой Российской Федерации (посмертно, 2024)[1][2][3]
- Герой Донецкой Народной Республики[2]
- Орден Мужества (2)[2]
- Медаль «За Отвагу»[2]
- Медаль ордена «За заслуги перед Отечеством» I степени[2]
- Медаль орлена «За заслуги перед Отечеством» II степени[2]